# Robert Kurka
Robert Frank Kurka (født 22. december 1921 i Cicero, Illinois, USA, død 12. december 1957 i New York, USA) var en amerikansk komponist.
Kurka var hovedsageligt selvlært, bortset fra studier i korte perioder hos Darius Milhaud.
Han er nok mest kendt for sin instrumentalsuite The Good Soldier Schweik.
Han har komponeret to symfonier, fem strygekvartetter, seks violinsonater etc.

## Udvalgte værker
- Symfoni nr. 1 (1951) - for orkester
- Symfoni nr. 2 (1952) - for orkester
- Fem Strygekvartetter
- Seks violinsonater
- Intrumentalmusik